# Марк Сеген
Марк Сеген (фр. Marc Seguin; 10 квітня 1786, Анноне, Франція — 24 лютого 1875) — французький інженер, винахідник тросових підвісних мостів та жаротрубного парового котла парової машини. Він народився у Анноне у регіоні Рона-Альпи, департаменту Ардеш на південному сході Франції у сім'ї Марка Франсуа Сегена (фр. Marc François Seguin) (засновника компанії «Seguin & Co») і Терези-Августини де Монгольф'є (фр. Thérèse-Augustine de Montgolfier) (племінниці Жозефа Монгольф'є).

## Кар'єра

### Мости
Марк Сеген був винахідником і підприємцем. Він розробив та збудував перший підвісний міст в континентальній Європі. Займався будівництвом а пізніше керував збором мит за користування мостами, у цілому у його підпорядкуванні було 186 мостів на терені цілої Франції.

### Парові локомотиви

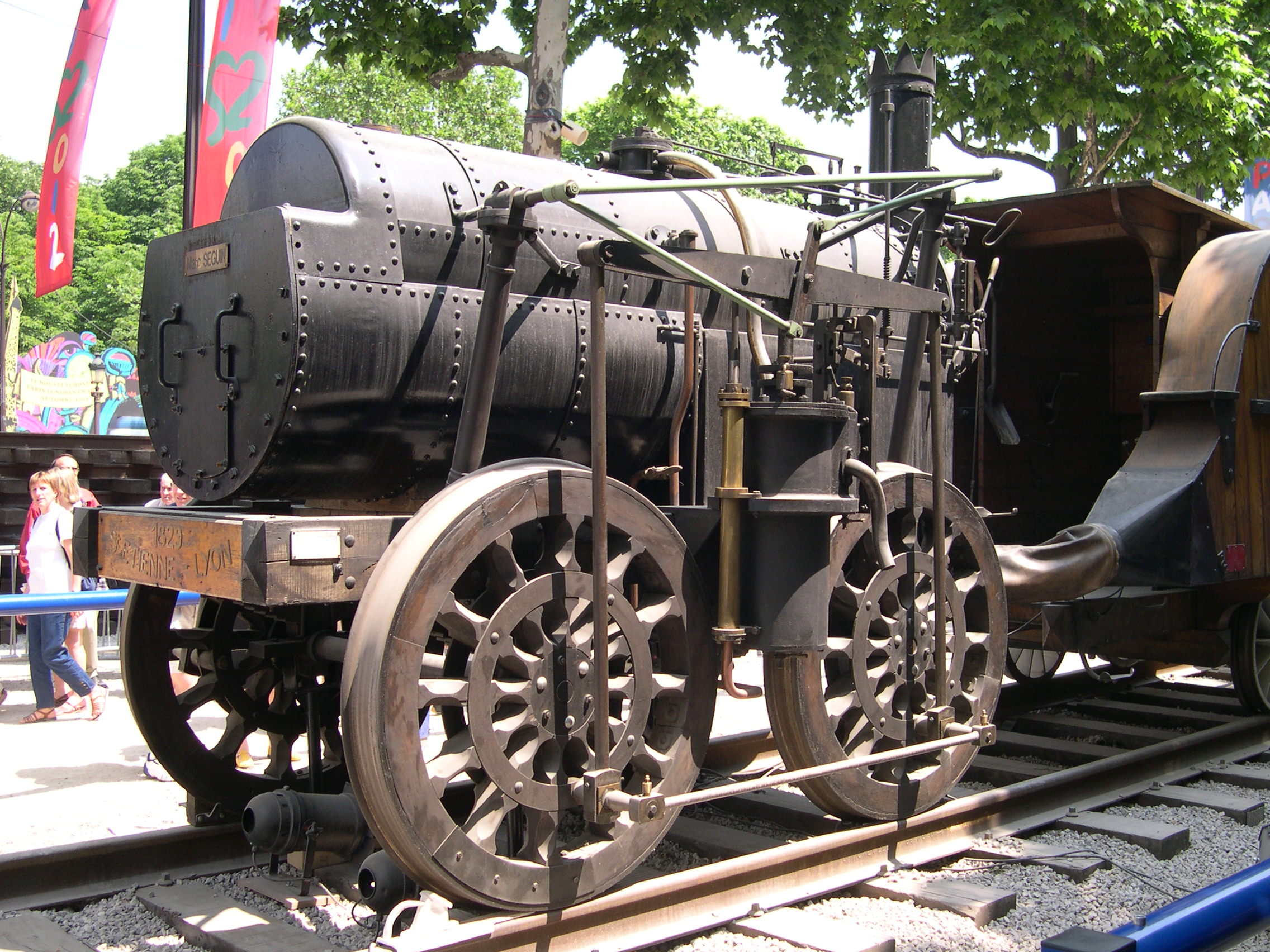
Копія локомотива Marc Seguin (1829) на Champs Elysées Expo Train Capitale (Париж, 2003)

Незабаром після відкриття у 1825 році Стоктон-Дарлінгтонської залізниці в Англії він відвідав її та вивчав роботу паротяга Джорджа Стефенсона.
У 1829 році він забезпечив постачання двох паровозів власної конструкції для залізниці Сент-Етьєн-Ліон. У них використовувався інноваційний жаротрубний паровий котел, а також вентилятори з механічним приводом для збільшення тяги при горінні замість конусного пристрою з подачею відпрацьованої пари, що на той час використовувався для покращення тяги. Цей котел нагадував за деякими ознаками пізню конструкцію шотландського типу парового котла тим, що мав великий колекторний димохід від печі, та багато трубок малого діаметра, які спрямовані до димоходу над топковими дверцятами. Продукти горіння палива проходили від камери згорання до димової труби через ці трубки. Проект Сегена дозволив збільшити площу контакту топкових газів з водяною сорочкою топки що забезпечило зростання потужності нагріву.
Розроблена конструкція парового котла дозволила збільшити потужність і швидкість руху паровозів з близько 6 до понад 25 км/год, що стало поштовхом у розвитку залізниць. Пізніше Сеген співробітничав з Джорджем Стефенсононом, допомагаючи йому у розробці паровозного котла для «Ракети Стефенсона», що забезпечило перемогу у Рейнхільських випробуваннях.

### Інші види діяльності
Разом зі своїми братами Камілем, Жюлем, Паулем і Шарлем а також, двоюрідним братом Віцентом Міньо розвивав започаткований його батьком бізнес у інших галузях: текстильній, паперовій, газового освітлення, вуглевидобування та конструювання.

## Нагороди та вшанування
У 1836 році Марк Сеген став кавалером Ордена Почесного легіону, а у 1866 році офіцером цього Ордену. У 1866 році став членом Французької академії наук. Він є автором багатьох книг із застосування фізики та математики при будівництві мостів і парових двигунів для локомотивів.
За значний вклад у розвиток науки і техніки ім'я Марка Сегена входить до списку 72 імен найвидатніших французьких вчених, інженерів та підприємців на Ейфелевій вежі.